# Nərimanlı (Şəmkir)
Nərimanlı è un comune dell'Azerbaigian situato nel distretto di Şəmkir.